# Dalmátovo
Dalmátovo (en ruso: Далма́тово) es una ciudad del óblast de Kurgán, Rusia, ubicada en la ladera oeste de los montes Urales, a la orilla norte del río Iset, el cual es tributario del río Tobol, que es un afluente del río Irtish y este, a su vez, lo es del Obi. Esta ciudad se encuentra a 192 km al noroeste de Kurgán, la capital del óblast. Su población en el año 2010 era de 13 900 habitantes.

## Historia
Se fundó en 1644 por un monje llamado Dalmat. Dalmátovo fue conocida por ser uno de los principales centros de la Iglesia ortodoxa rusa al oete de los Urales, uno de los primeros con esta religión en el siglo XIX.